# کلیسای سنت ماری، برلین
کلیسای سنت ماری (انگلیسی: St. Mary's Church, Berlin) یک کلیسا برلین، آلمان است.
این کلیسا در ابتدا یک کلیسای کاتولیک بود اما در سال ۱۸۱۷ به کلیسای لوتریانیسم تبدیل شد. به گفته کارشناسان معماری، این کلیسای سنت ماری در حدود سال ۱۲۷۰ ساخته شده و در ۳ ژانویه ۱۲۹۲ برای اولین بار به عنوان یک کلیسا نامگذاری شده‌است.

## نگارخانه

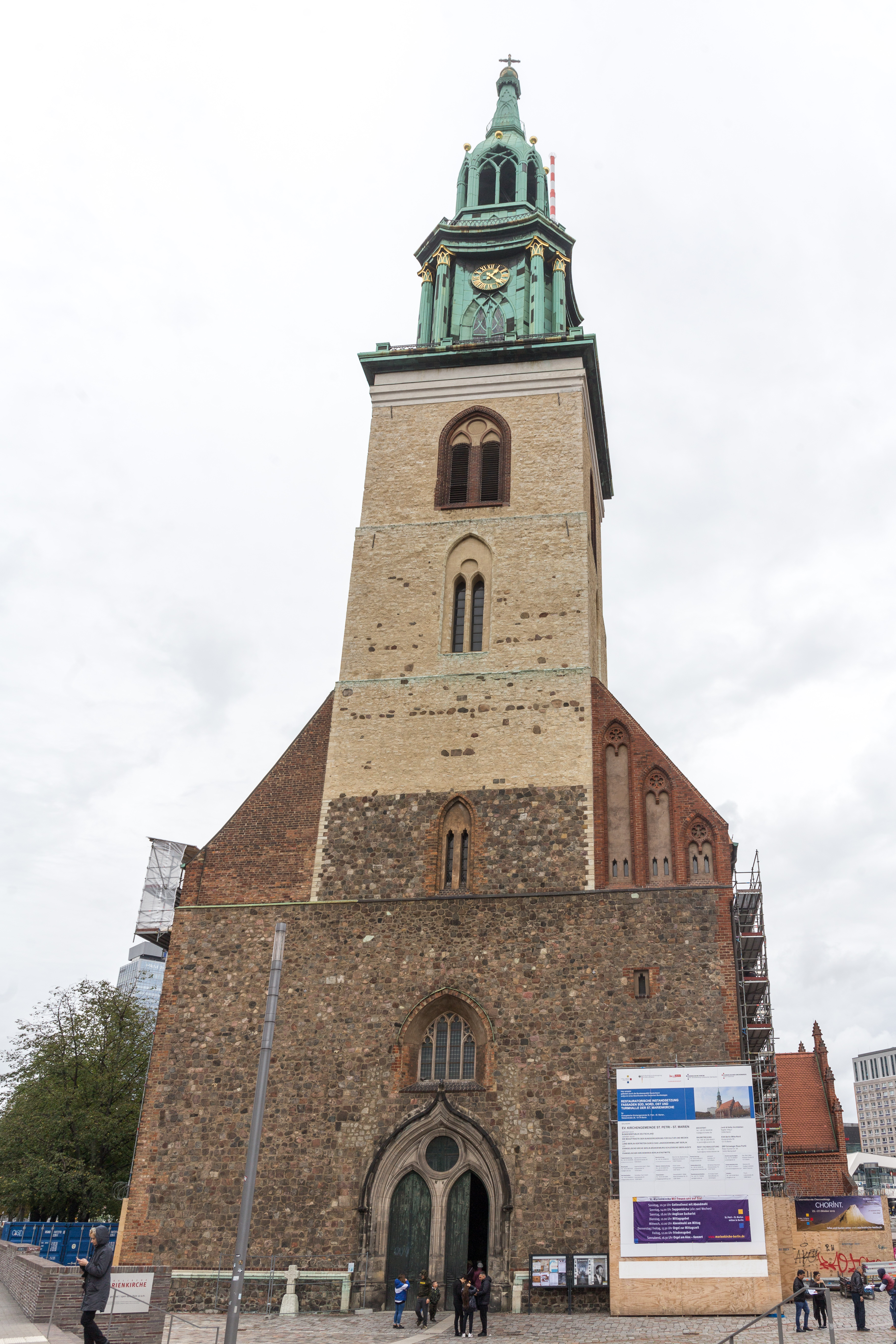
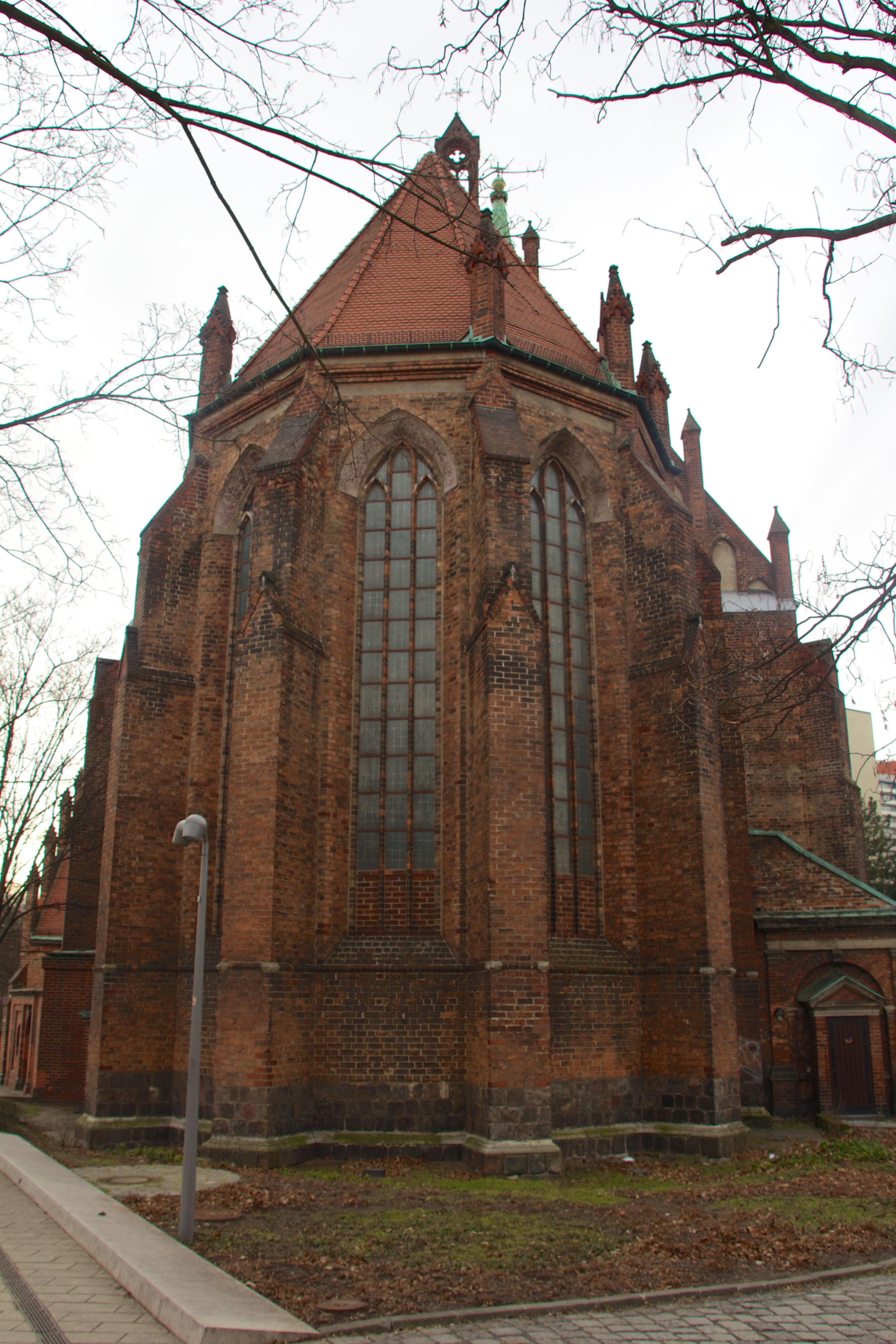
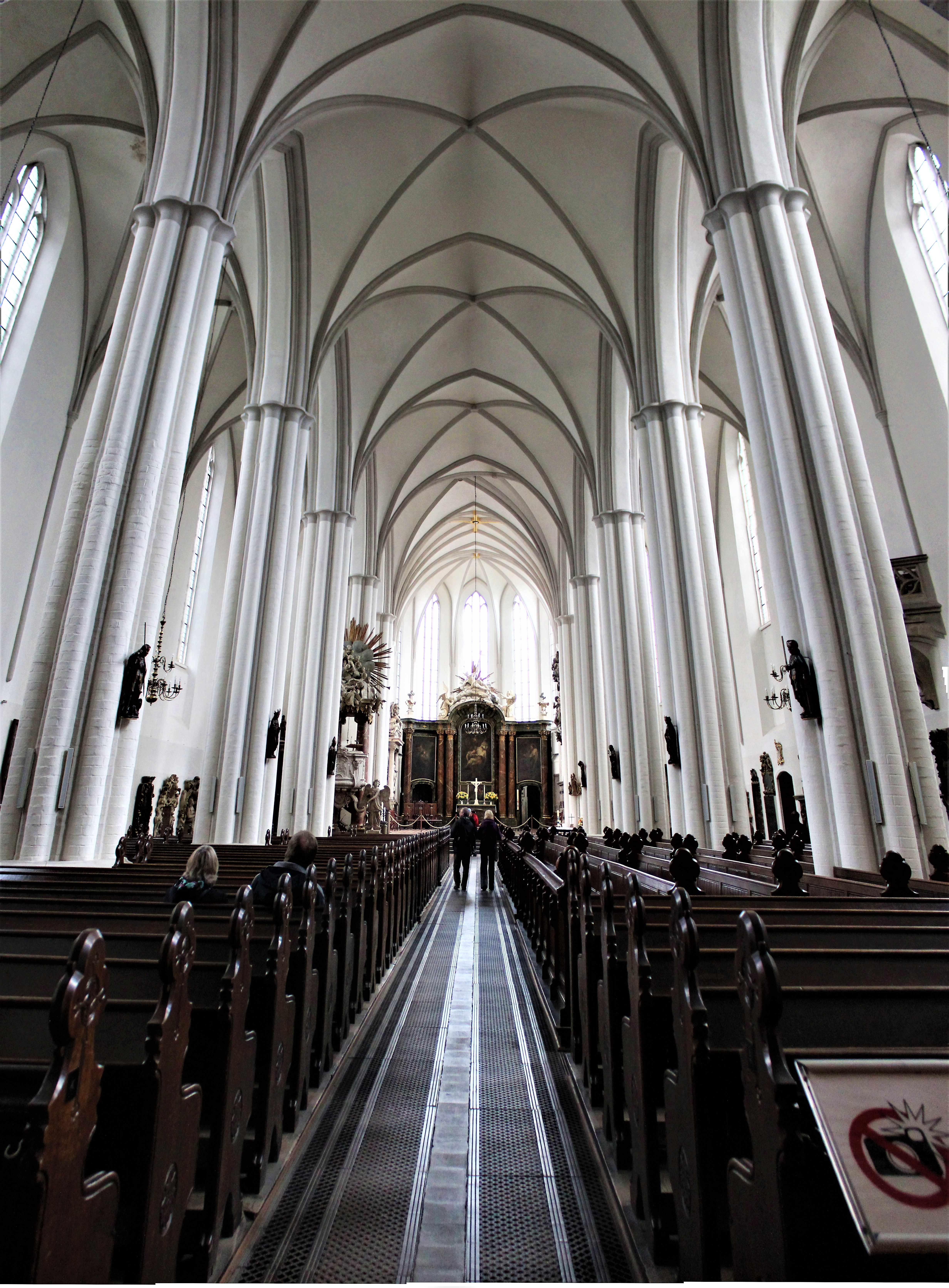
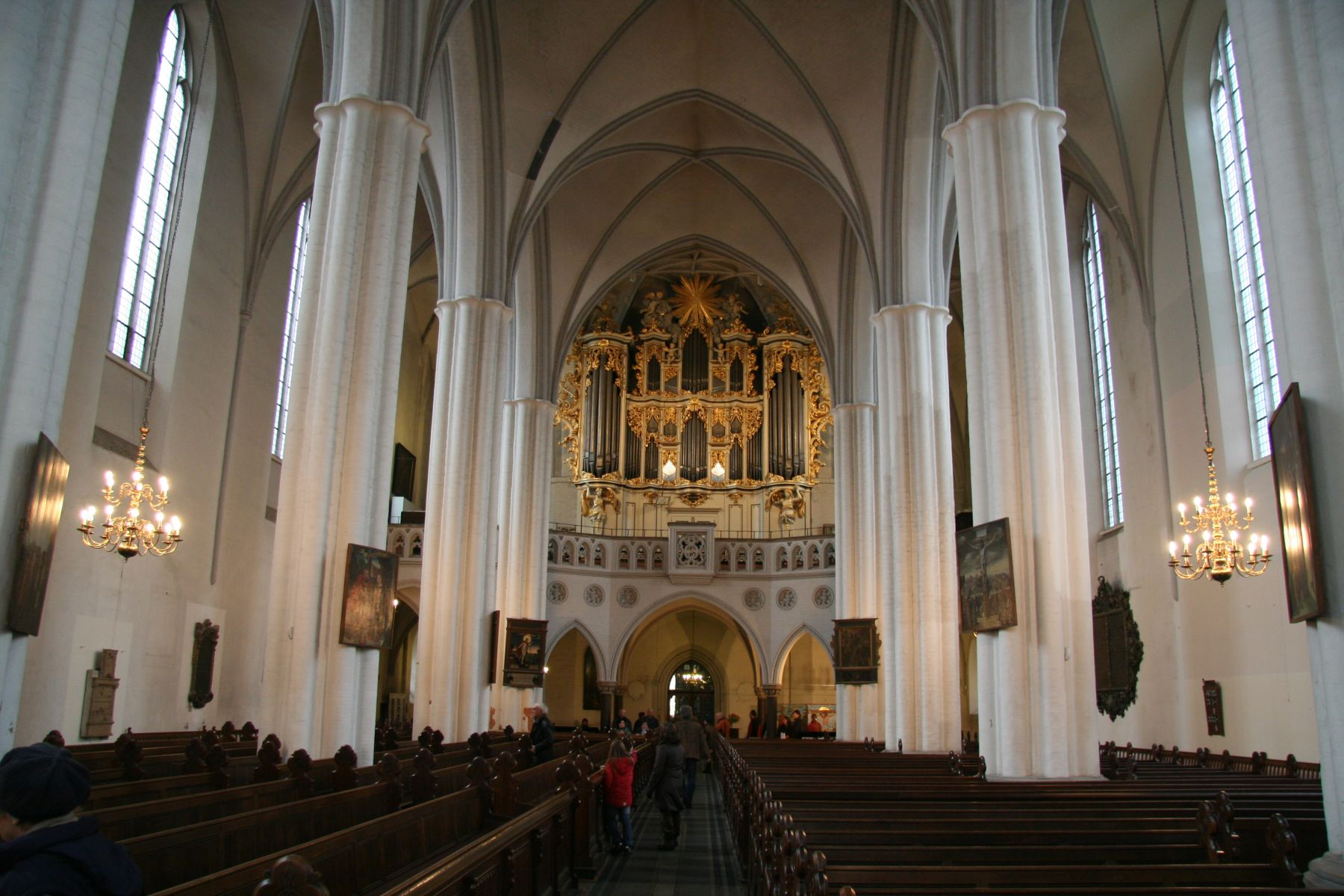